# لاس‌پیدراس، اروگوئه
لاس‌پیدراس، اروگوئه (به اسپانیایی: Las Piedras) شهری در کشور اروگوئه، استان کنلونس است که جمعیت آن در سرشماری سال ۲۰۰۴ میلادی ۶۹٬۲۲۲ نفر بوده‌است.